# Pei Cobb Freed & Partners

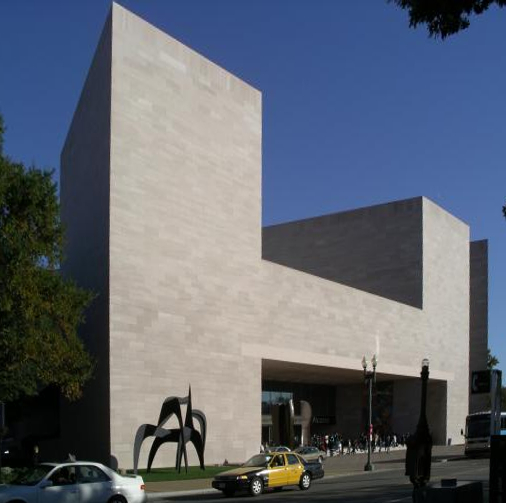
East Building van de National Gallery of Art in Washington D.C. ontworpen door I.M. Pei en referentiewerk voor zijn Pritzker Prize

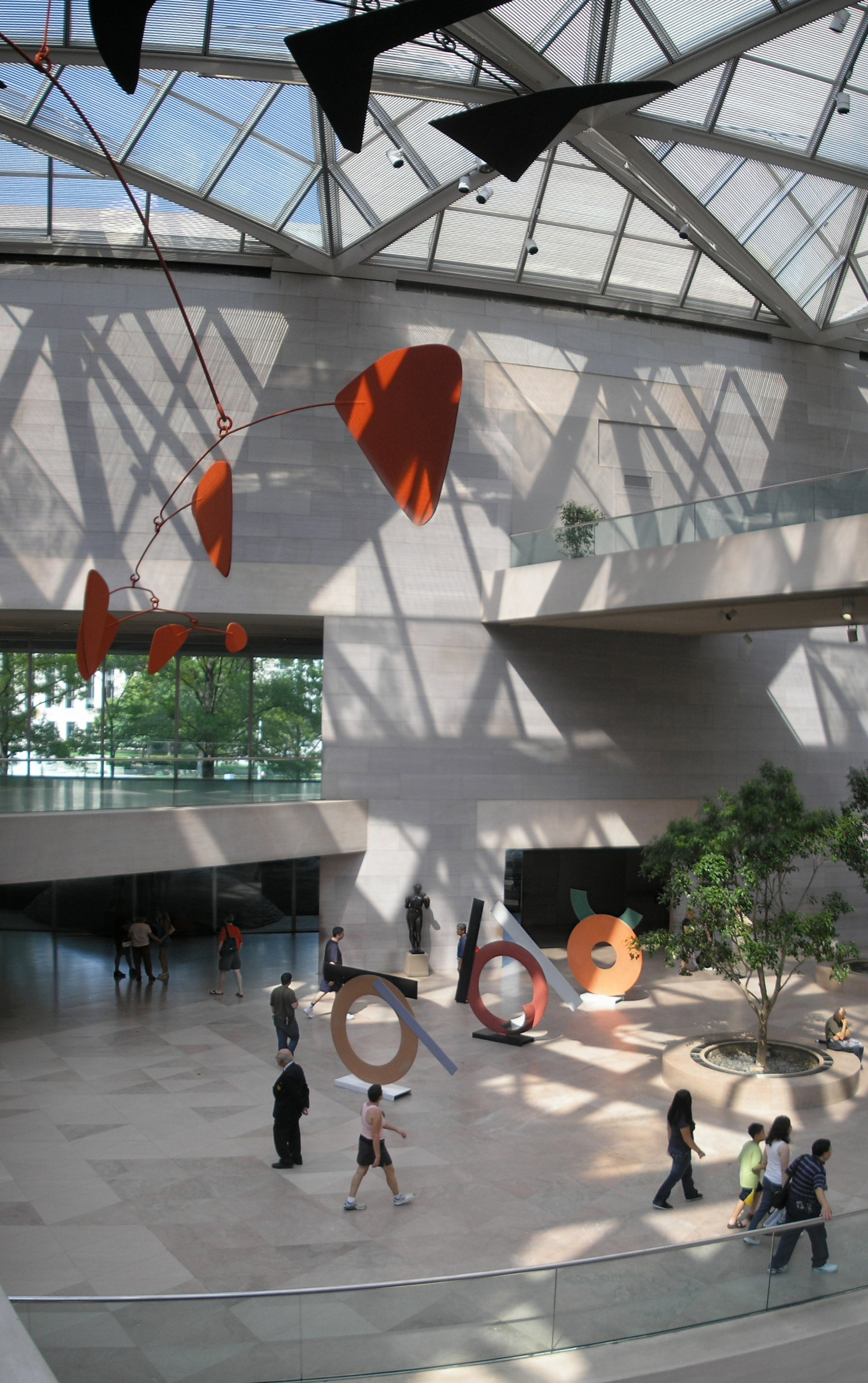
interieur entreehal van die East Building met onder andere mobile van Alexander Calder

Pei Cobb Freed & Partners is een Amerikaans architectenbureau gevestigd in Lower Manhattan (New York). Het bureau werd in 1955 opgericht als I. M. Pei & Associates door de uit China ingeweken Amerikaanse architect I. M. Pei en als partners de Amerikaanse architecten Henry N. Cobb en Eason H. Leonard. In 1989 werd de naam van het kantoor gewijzigd tot de huidige naam, Pei Cobb Freed & Partners. Ook James Ingo Freed die in 1956 het kantoor vervoegde werd mee in de naam opgenomen.

## Erkenning
Al in 1968 koos het American Institute of Architects het architectenbureau als laureaat voor de Architectural Firm Award, met als motivatie de “eminently successful collaboration among the partners, associates and staff... which has resulted in years of consistently distinguished design.” Met het kantoor won Pei in 1983 de Pritzker Prize, met als referentiewerk de East Building van de National Gallery of Art in Washington D.C.. In 1985 won het bureau de Chicago Architecture Award voor “significant contributions to architecture and to the design of urban environments”. Pei en Freed waren ook laureaten van de National Medal of Arts, Pei in 1988, Freed in 1995. Het kantoor werd de laureaat van de Lifetime Achievement Award van de New York Society of Architects in 1992.
In 2017 won het kantoor de Distinguished Achievement Award van de National Academy.

## Realisaties
Maar I. M. Pei, actief tot zijn overlijden in 2019 realiseerde met zijn kantoor, naast de East Building van de National Gallery of Art in Washington D.C. onder meer ook de piramide op de binnenplaats van het Louvre in Parijs, het Musée d'Art Moderne Grand-Duc Jean in Luxemburg,  de Rock and Roll Hall of Fame in Cleveland, Ohio, de John F. Kennedy Library in Boston, Massachusetts, de Bank of China Tower in Hongkong, de nieuwe vleugel van het Historisches Museum in Berlijn, het Museum van Suzhou in Suzhou of het Museum voor Islamitische Kunst in Doha. Maar het kantoor was onder sturing van Cobb ook bekend voor de U.S. Bank Tower in Los Angeles, het ABN AMRO-hoofdkantoor in Amsterdam, Torre Espacio in Madrid of 200 West Street in New York. Freed verwierf bekendheid onder meer met de initiële bouw van het Jacob K. Javits Convention Center in New York, en de Ronald Reagan Building and International Trade Center en het United States Holocaust Memorial Museum, beide in Washington D.C.
Het architectenbureau is ook de ontwerper van onder meer de Miami Tower, Fountain Place of het Four Seasons Hotel New York.